# Haardtwald (bei Thalfang)

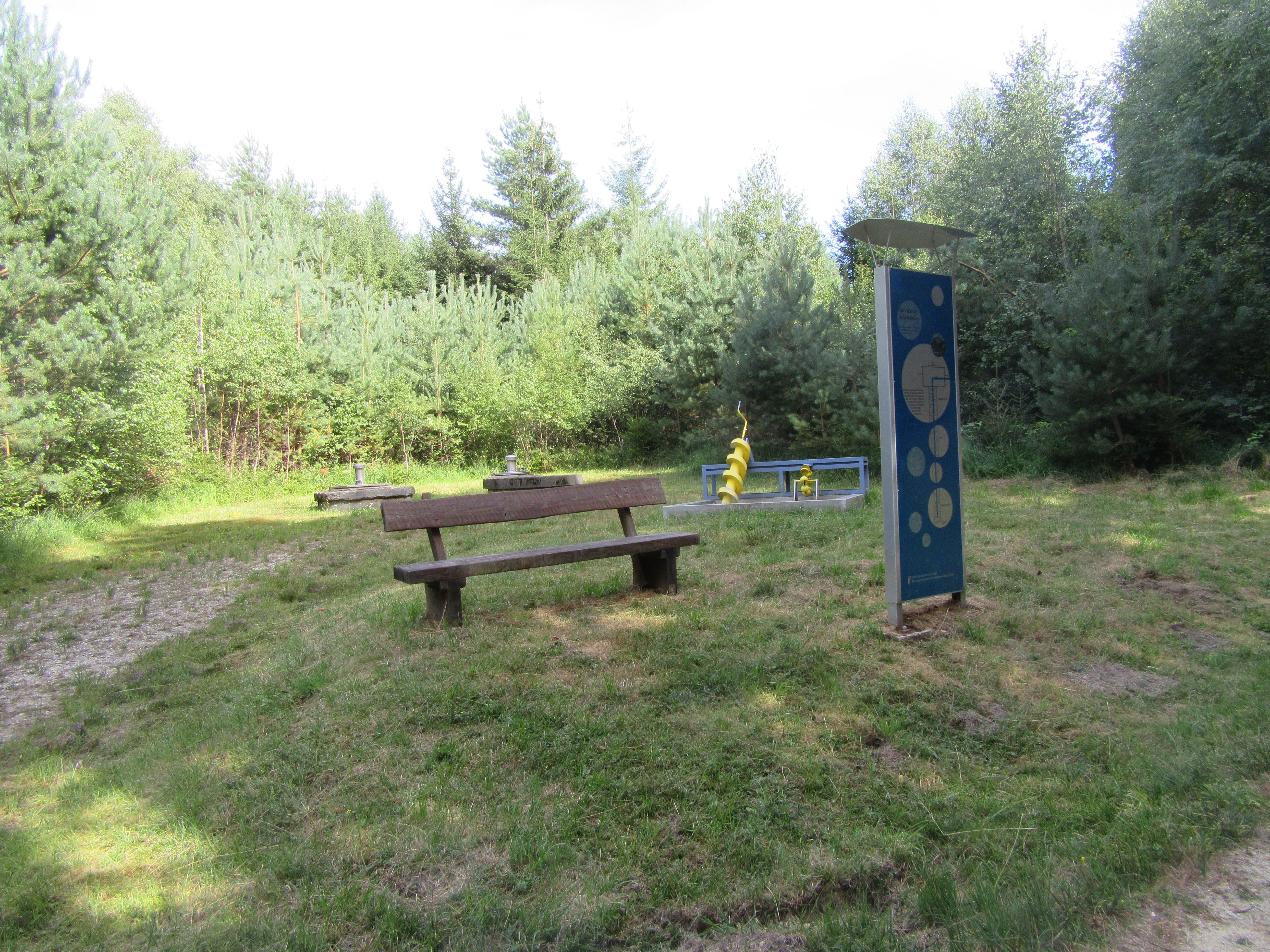
Am Lehrpfad

Der Haardtwald (bei Thalfang) ist ein Waldgebiet nördlich der Gemeinde Thalfang im Hunsrück und liegt zwischen Berglicht, Gielert, Thalfang und Talling in Rheinland-Pfalz.
Das Waldgebiet hat eine Größe von etwa 5 km², liegt zwischen den rheinland-pfälzischen Landesstraßen L 150 und L 155 und grenzt im Westen an den Windpark Berglicht-Heidenburg.
Im Nordwesten des Gebietes liegt der Berger Wacken mit 487 Meter über NN. auf der Gemarkung von Berglicht, die höchste Höhe des Gebietes wird erreicht auf der Gemarkung Thalfang mit 540 Meter über NN.
Durch den Haardtwald verläuft der Mineralwasser Lehr- und Erlebnispfad.